# 山本英早
山本 英早（やまもと ひではや、享保元年（1716年） - 寛政10年（1798年）7月）は江戸時代の武士、柔術家。大坂城同心であり、真之神道流の流祖である。摂州浪華の人である。通称は民左衛門。名は英草とも。
山本は萩原郷右衛門元吉から楊心流を学んだ。
楊心流に初段、中段、上段と級格を定め整理し真之神道流を創始した。
起倒流の滝野遊軒を破りその道場をつぶしたと伝わる。『紀藩柔咄集』には「今の世の中に、起倒流といって行わるる柔というもの有り。是は、山本為左衛門という者、大坂にて楊心流という柔の指南し居たりける。爰に滝野専左衛門貞孝という者も、稽古道場を建立したりしが、為左衛門と仕合して打ち負け、稽古場打ち潰されける。」と記されている。